# Итайпуландия
Итайпуландия (порт. Itaipulândia) — муниципалитет в Бразилии, входит в штат Парана. Составная часть мезорегиона Запад штата Парана. Входит в экономико-статистический микрорегион Фос-ду-Игуасу. Население составляет 8800 человек на 2006 год. Занимает площадь 336,173 км². Плотность населения — 26,2 чел./км².
Праздник города — 10 ноября.

## История
Город основан 10 ноября 1992 года.

## Статистика
- Валовой внутренний продукт на 2003 год составляет 79 757 654,00 реалов (данные: Бразильский институт географии и статистики).
- Валовой внутренний продукт на душу населения на 2003 год составляет 10 097,18 реалов (данные: Бразильский институт географии и статистики).
- Индекс развития человеческого потенциала на 2000 год составляет 0,760 (данные: Программа развития ООН).

## География
Климат местности: субтропический гумидный.